# マリア・バルバラ・バッハ

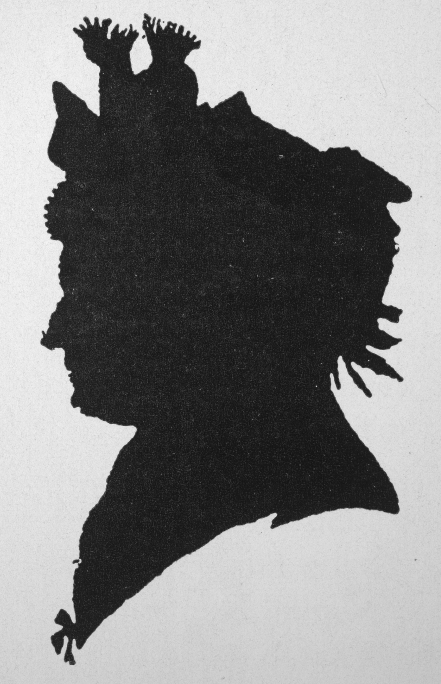
マリア・バルバラ・バッハ

マリア・バルバラ・バッハ（Maria Barbara Bach 1684年10月20日 - 1720年7月7日）は、作曲家ヨハン・ゼバスティアン・バッハの又従姉で先妻。ハインリヒ・バッハの孫に当たり、父親はヨハン・ミヒャエル・バッハ。

## 生涯
マリアの生涯と2人の馴れ初めについては、ほとんど知られていないが、バッハがマリアとの結婚生活に満足していたことは分かっている。7人の子をもうけながらも、そのうち3人は幼児のうちに亡くなった。マリア自身は1720年7月に急逝しており、同時期に書かれたバッハの一連の無伴奏ヴァイオリン作品や《半音階的幻想曲とフーガ》、いくつかのオルガン作品の激しい感情のほとばしりに、当時のバッハの落胆ぶりを指摘する向きもある。
マリアの死後から半年後、バッハはアンナ・マクダレーナ・ヴィルケと再婚、アンナはマリアの遺児たちを、わが子同様に育て上げた。マリアの遺児は、作曲家として大成した2人の兄弟、すなわち長男のヴィルヘルム・フリーデマンと次男のカール・フィリップ・エマヌエルのほかに、第1子で長女のカタリーナ・ドロテーア、三男の ヨハン・ゴットフリート・ベルンハルトの4人がいた。